# Lê Hoàng Quân
Lê Hoàng Quân (sinh năm 1953), tên thật là Lê Minh Sơn, là một chính khách Việt Nam. Ông nguyên là Ủy viên Ban Chấp hành Trung ương Đảng Cộng sản Việt Nam khóa IX, X, XI, Phó Bí thư Thành ủy Thành phố Hồ Chí Minh, Chủ tịch Ủy ban nhân dân Thành phố Hồ Chí Minh, Đại biểu Quốc hội Việt Nam. Ông có bằng Cử nhân Luật và Cử nhân Chính trị.

## Thân thế và sự nghiệp chính trị
Ông tên thật là Lê Minh Sơn, sinh 10 tháng 2 năm 1953, quê ở phường Tân Bình, thành phố Dĩ An, tỉnh Bình Dương.
Thời niên thiếu, ông vừa đi học, vừa bí mật làm giao liên cho Mặt trận Dân tộc Giải phóng miền Nam Việt Nam tại Dĩ An và Biên Hòa. Năm 1974, ông thoát ly gia đình, được phân về công tác tại Thị ủy Biên Hòa. Ngày 6 tháng 7 năm 1978, ông gia nhập Đảng Cộng sản Việt Nam và được kết nạp chính thức vào ngày 6 tháng 1 năm 1980.
Trong những năm sau đó, ông lần lượt giữ các chức vụ trong chính quyền TP Biên Hòa, như: Phó Chánh Văn phòng Ủy ban, Chánh Văn phòng Ủy ban, Ủy viên thư ký, Phó Chủ tịch Thường trực Ủy ban nhân dân thành phố. Đại biểu Hội đồng nhân dân thành phố (khóa II, III, IV, V, VI); Chủ tịch Hội đồng nhân dân thành phố; Ủy viên Ban Chấp hành, Thường vụ Thành ủy, Bí thư Thành ủy.
Từ năm 1994, ông được cử làm Ủy viên Ban Chấp hành Đảng bộ tỉnh Đồng Nai, Thường vụ Tỉnh ủy, Phó Bí thư, Chủ tịch Hội đồng nhân dân tỉnh khóa V (1994–1996), Chủ tịch Ủy ban nhân dân tỉnh khóa VI (1996–1999). Phó Bí thư thường trực Tỉnh ủy (2000). Ủy viên Ban Chấp hành Trung ương Đảng khóa IX (2001–2005), Bí thư Tỉnh ủy (2000–2004). Đại biểu Quốc hội khóa X (1997–2002), Ủy viên Ủy ban Kinh tế - Ngân sách Quốc hội.
Ông là Ủy viên Trung ương Đảng các khóa IX, X và XI. Từ tháng 10 năm 2004, ông được Ban Bí thư Trung ương Đảng phân công làm Phó Bí thư Thành ủy Thành phố Hồ Chí Minh, rồi được Ban Chấp hành Thành ủy bầu làm Phó Bí thư Thường trực Thành ủy. Ngày 13 tháng 7 năm 2006, ông được Hội đồng nhân dân Thành phố Hồ Chí Minh bầu làm Chủ tịch Ủy ban nhân dân thành phố và giữ chức vụ trong 2 nhiệm kỳ.
Ngày 21 tháng 12 năm 2015, Thủ tướng Chính phủ đã phê chuẩn việc miễn nhiệm chức vụ Chủ tịch UBND TP. HCM nhiệm kỳ 2011–2016 đối với ông Quân. Người kế nhiệm ông sẽ là ông Nguyễn Thành Phong.

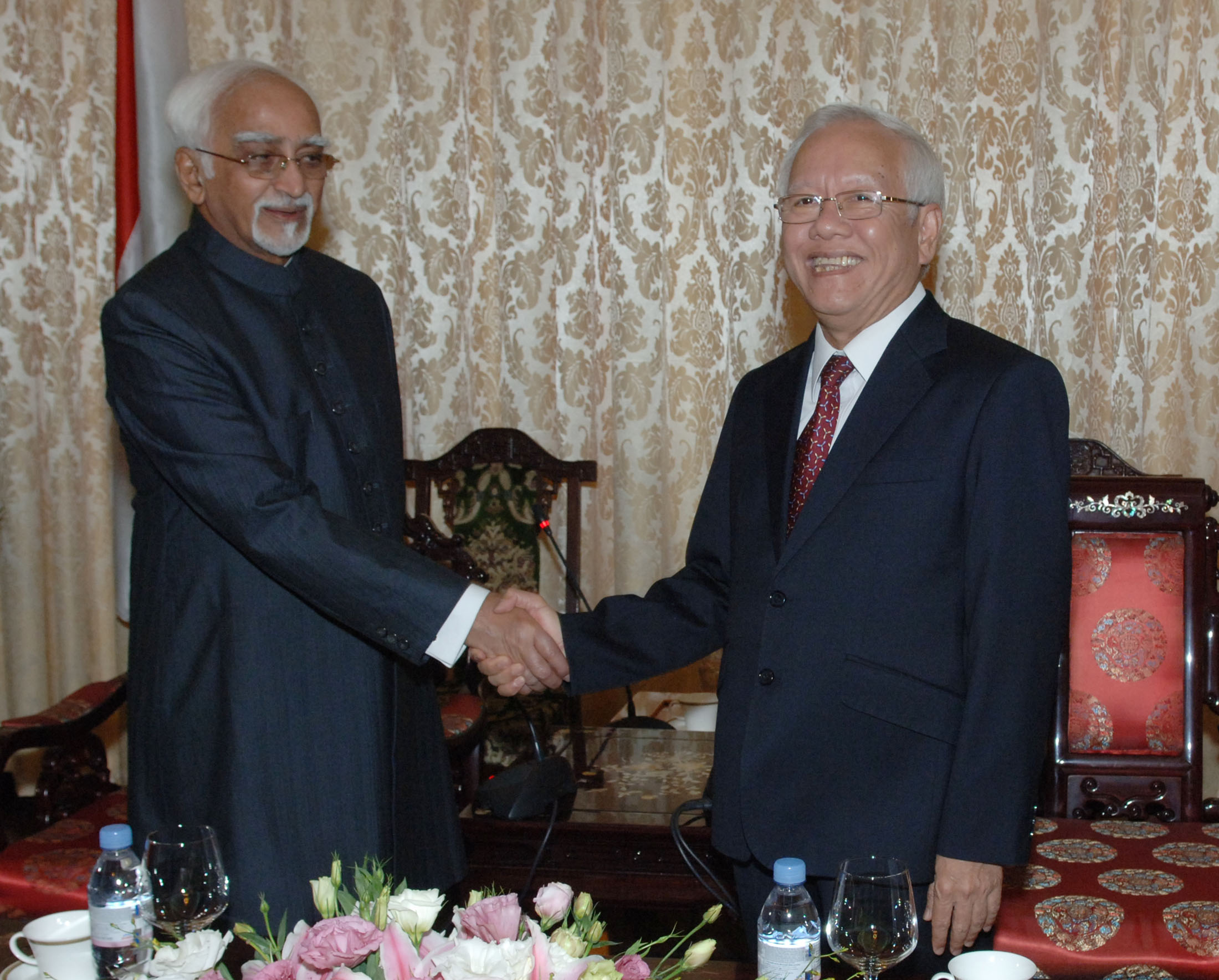
Phó Tổng thống Ấn Độ Mohammad Hamid Ansari và Lê Hoàng Quân

Ngày 26 tháng 9 năm 2016, ông nhận quyết định nghỉ hưu.

## Gia đình
Lê Hoàng Quân có con trai tên Lê Hoàng Ngân, sinh năm 1982, tháng 11 năm 2015, Trung tá công an, nguyên Phó Giám đốc Công an tỉnh Đồng Nai (2015–2020), Phó Hiệu trưởng Trường Đại học An ninh nhân dân (từ 16 tháng 2 năm 2020).
Lê Hoàng Quân có người em là Lê Hồng Phương, nguyên là Phó Bí thư Thường trực Tỉnh ủy tỉnh Đồng Nai, Trưởng đoàn Đại biểu Quốc hội tỉnh Đồng Nai.
Vợ là bà Nguyễn Thị Kim Liên, nguyên là chủ tịch Ủy ban Mặt trận tổ quốc Việt Nam tỉnh Đồng Nai.

## Trách nhiệm trong vụ giao đất số 15 Thi Sách cho Vũ nhôm
Theo Cơ quan Cảnh sát điều tra Bộ Công an cần kiến nghị UBND TP. HCM có hình thức xử lý nghiêm khắc đối với ông Lê Hoàng Quân và các cá nhân khác vì đã không có ý kiến gì khi nhận được văn bản quyết định do ông Nguyễn Hữu Tín ký cho Công ty cổ phần xây dựng Bắc Nam 79 khấu trừ tiền thuê đất đối với nhà đất số 15 Thi Sách (phường Bến Nghé, quận 1, TP. HCM), trái với quy định tại quyết định 09/2007/QĐ-TTg và Luật đất đai 2013. Trả lời báo chí ông Quân cho biết, "Ở thời điểm này, tôi cảm thấy mệt và không muốn thanh minh nhiều. Điều gì tới sẽ tới thôi!" 

## Khen thưởng
Ông được nhà nước Việt Nam trao tặng:
- Huân chương Quyết thắng hạng Nhất
- Huân chương Kháng chiến hạng Ba
- Huân chương Lao động hạng Nhì, Ba
- Huy hiệu 30 năm tuổi Đảng Cộng sản Việt Nam

## Đề nghị kỷ luật
Đầu tháng 3 năm 2020, Ủy ban Kiểm tra Trung ương đề nghị Bộ Chính trị, Ban Bí thư xem xét, thi hành kỷ luật ông Lê Thanh Hải, Lê Hoàng Quân, Nguyễn Thành Phong và Ban Thường vụ Thành ủy TP.HCM nhiệm kỳ 2010–2015 để xảy ra nhiều vi phạm, khuyết điểm nghiêm trọng trong quá trình thực hiện dự án đầu tư Khu đô thị mới Thủ Thiêm, gây hậu quả rất nghiêm trọng, làm thiệt hại lớn tiền và tài sản của Nhà nước.
Ngày 14 tháng 5 năm 2024, ông bị Ban Bí thư quyết định thi hành kỷ luật bằng hình thức Cảnh cáo.